# محمد جمعان
محمد جمعان الغامدي لاعب كرة قدم سعودي.
لعب سابقاً في نادي قلوة ونادي الحجاز.